# كفر الديب
كفر الديب إحدى قرى مركز زفتى التابع لمحافظة الغربية بجمهورية مصر العربية.

## التاريخ
قرية كفر الديب من القرى القديمة، حيث وردت باسم «شبرا قلوج» في أعمال جزيرة قوسينا ضمن قرى الروك الصلاحي التي أحصاها ابن مماتي في كتاب قوانين الدواوين، كما وردت باسم «شبرى قلوج» في أعمال الغربية ضمن قرى الروك الناصري التي أحصاها ابن الجيعان في كتاب «التحفة السنية بأسماء البلاد المصرية». في تاريخ 1228هـ/1813م الذي عدّ قرى مصر بعد المسح الذي قام به محمد علي باشا باسم «شبرا قلوج» ضمن قرى مديرية الغربية. تغير الاسم إلى كفر الديب في سنة 1263هـ/1847م نسبة إلى الشيخ محمد الديب عميد أسرة الديب بالقرية.

## السكان
بلغ عدد سكان كفر الديب 8178 نسمة حسب تقدير عام 2018.
| السنة  | 1882 | 1897 | 1907 | 1927 | 1947 | 1960 | 1976 | 1986 | 1996 | 2006  | 2018 |
| ------ | ---- | ---- | ---- | ---- | ---- | ---- | ---- | ---- | ---- | ----- | ---- |
| القرية | 2185 | 3102 | 3512 | 4100 | 3641 | 3906 | 4304 | 5570 | 5809 | 6,790 | 8178 |